# Conservatorio di musica di Oberlin
Il Conservatorio di musica di Oberlin, situato nel campus dell'Oberlin College di Oberlin, nell'Ohio, è stato fondato nel 1865 ed è tra i più antichi degli Stati Uniti.

## Storia
L'Oberlin Collegiate Institute, fondato nel 1833, giace su un terreno di 500 acri (circa 2 km²); nel 1850 assunse la denominazione di Oberlin College. Nel 1867, due anni dopo la fondazione del Conservatorio Oberlin nel 1865, il precedente separato Conservatorio di Oberlin venne incorporato con il college con una borsa di studio simile.

## Struttura
In seno allo stesso ente sono presenti due tipologie di istituti diversi: un college e un conservatorio.

Il college of arts and sciences è organizzato nei seguenti dipartimenti:
- Antropologia
- Arte
- Biologia
- Chimica e biochimica
- Danza
- Economia
- Filosofia
- Fisica e astronomia
- Francese e italiano
- Geologia
- Informatica
- Inglese
- Letteratura comparata
- Lingua russa, letteratura e cultura
- Lingua e letteratura tedesca
- Matematica
- Neuroscienze
- Psicologia
- Religione
- Retorica e composizione
- Scrittura creativa
- Sociologia
- Sociologia del diritto
- Storia
- Studi africani
- Studi ambientali
- Studi americani comparati
- Studi archeologici
- Studi sull'Asia orientale
- Studi cinematografici
- Studi classici
- Studi ebraici
- Studi di genere
- Studi ispanici
- Studi latinoamericani
- Studi musicali
- Studi politici
- Studi russi e dell'Europa orientale
- Teatro

Il conservatorio di musica è organizzato nei seguenti undici dipartimenti ovvero "divisioni":
- Corde
- Direzione e ensemble
- Interpretazione storica
- Musica contemporanea
- Musicologia
- Pedagogia, advocacy e impegno sociale
- Strumenti a fiato, ottoni e percussioni
- Studi Jazz
- Studi sulla tastiera
- Studi vocali
- Teoria musicale

Il Conservatorio era precedentemente ospitato nella Warner Hall, un grande edificio in pietra dove è stato poi eretto il King Building. Occupa quattro edifici interconnessi sul lato sud di Tappan Square. La struttura originale di tre grandi edifici bianchi è stata progettata dall'architetto nippo-americano Minoru Yamasaki nel 1963, con un design che ricorda quello di Yamasaki per il World Trade Center di New York City.
Nel 2010, The Bertram e Judith Kohl Building hanno aperto una nuova sede per i dipartimenti di studi di jazz, storia della musica e teoria della musica. Kohl è collegato a Robertson da un ponte chiuso al terzo piano, che contiene anche lo Sky Bar, chiamato così per l'iconico jazz club di Cleveland che chiuse nel 1954. Il Robertson Building ospita circa centocinquanta aule didattiche, la maggior parte con finestre, oltre ad accogliere: il centro per le arti vocali di Otto B. Schoepfle, il centro risorse per la carriera, il centro dell'organo Kulas, le sale per la fabbricazione delle ance, i laboratori informatici, gli studi di facoltà e gli uffici del personale.
Il Conservatorio dispone di una grande collezione a livello mondiale di pianoforti Steinway & Sons, a parte la fabbrica Steinway stessa.

## Galleria d'immagini

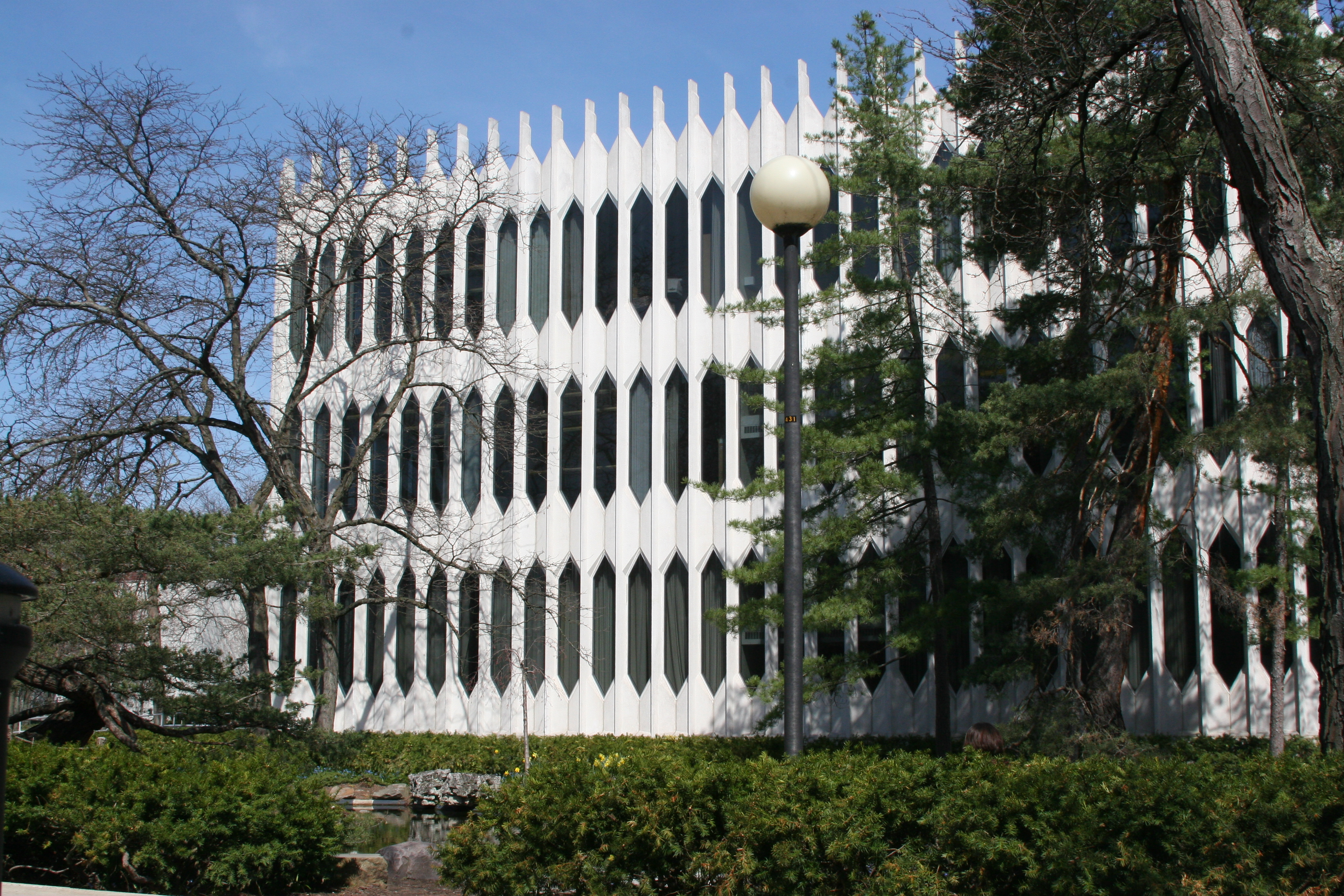
La Bibbins Hall ospita molti dipartimenti classici e l'amministrazione del conservatorio
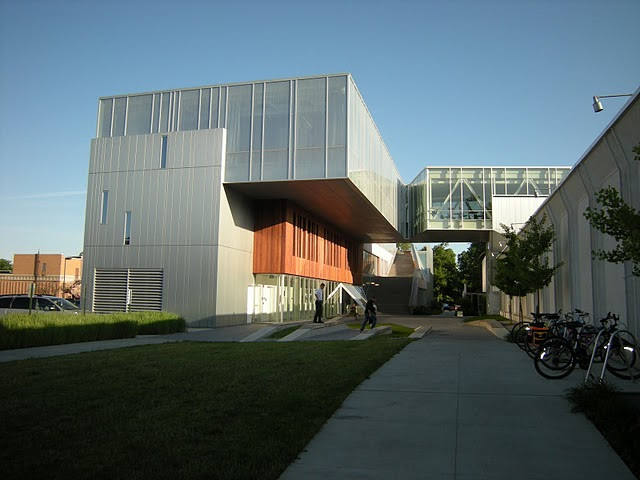
Il Kohl Building, inaugurato nel 2010, sede dei dipartimenti di jazz e musicologia
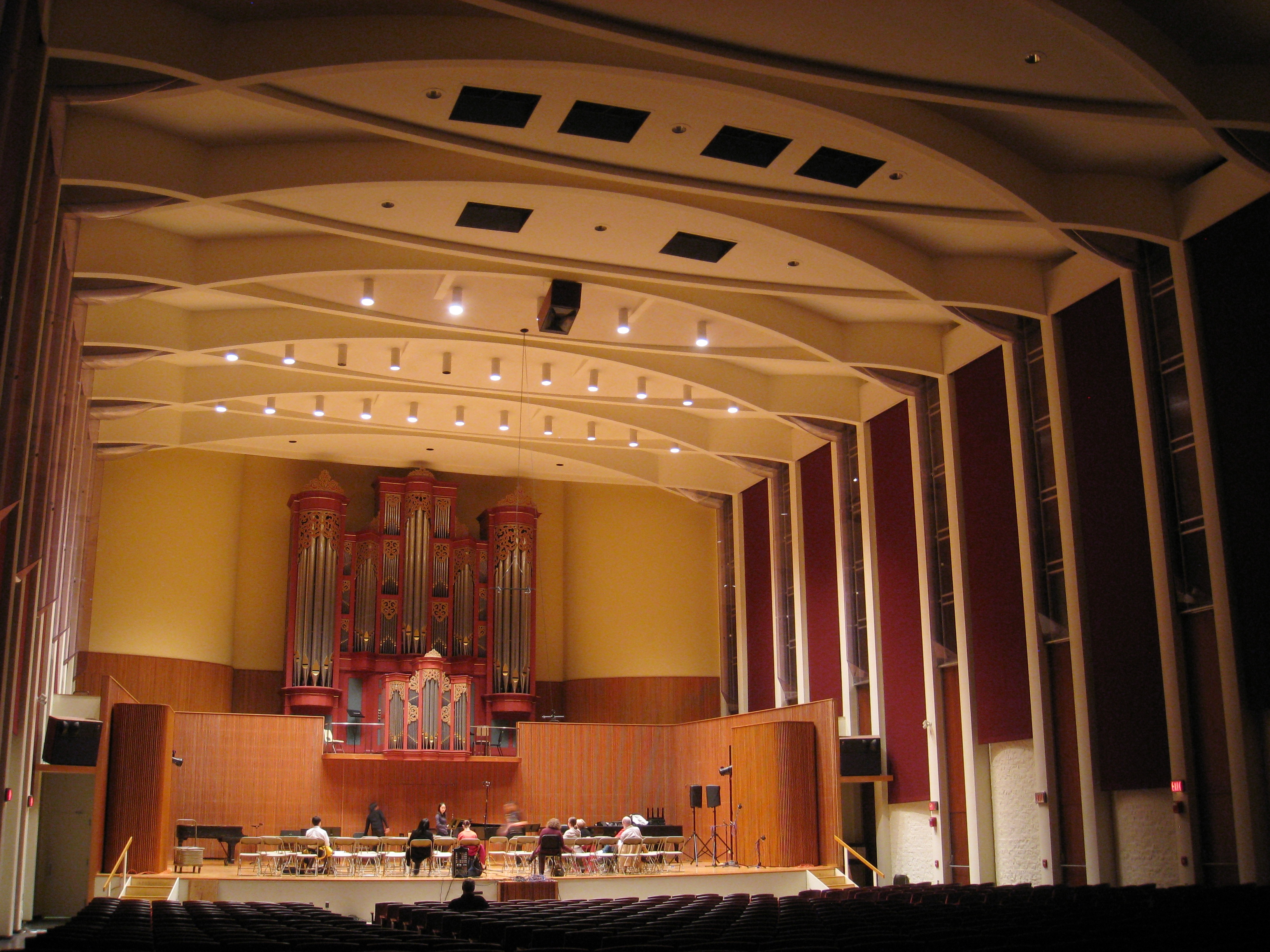
Warner Concert Hall